# Flemish Proverbs
Flemish Proverbs (~Flamand közmondások) Idősebb Pieter Bruegel ismeretlen nevű követőjének festménye. A kép idősebb Pieter Bruegel Flamand közmondások című festményének cselekménye alapján készült. (Ennek a képnek számos, a Mester két fia és más művészek által készített másolata is ismert, ezek azonban az elrendezés tekintetében jóval nagyobb mértékben hasonlítanak az eredetihez.)
A kép 1938-ban Antwerpenben tűnt fel először árverésen, majd 1981-ben a Christie's-nél cserélt gazdát. Legutóbb a Sotheby's aukciósház bocsátotta árverésre 2012-ben.
A művész feltehetően idősebb Pieter Bruegel tanítványai vagy fiainak köréhez tartozott.
A kép olaj vásznon, de méretei (118,5 × 170,5 cm) hasonlóak idősebb Pieter Bruegel eredeti alkotásának méreteihez (117 × 163 cm).
Ellentétben az eredeti kép későbbi változataival, amelyek festői valóban az eredetihez nagyon hasonlót kívántak alkotni, ennek a képnek a helyszíne és alakjainak elhelyezése jelentősen különbözik az eredeti alkotástól.
A képen látható épületegyüttes hasonló, de elrendezése valahogy kevésbé kelt kiegyensúlyozott benyomást, mint az eredeti. Az épületsor mögötti lankás domb helyett itt két további ház teteje látható, és nagyobb rész látszik az égboltból is.
A képen látható emberek ábrázolása azonban hasonló művészi színvonalat testesítenek meg. (Ellentétben néhány másolattól beleértve ifjabb Pieter Brueghelét is.)
A művész érdekes hatást kelt azzal, hogy a képen egyes alakok körülbelül az eredetivel megegyező helyen találhatók, mások véletlenszerűen elszórva máshol bukkannak fel más szögben ábrázolva.

## Különbségek
A már említettek mellett szembetűnő, hogy középről hiányzik a megcsúfolt kék köpenyes alak és a ház faláról a glóbusz cégér, amikről az eredeti kép címváltozatai (Kék köpeny, illetve Felfordult világ, Bolond világ) születtek. A vörös ruhás nő azonban más szerepben látható: egyik kezében parazsat a másikban vizet visz. A kék köpenyes alakot a művész a bal szélre száműzte. Viszont az eredetin a cégérként lógó felfordult világra a kép közepe táján tesz a hiányosan öltözött alak.

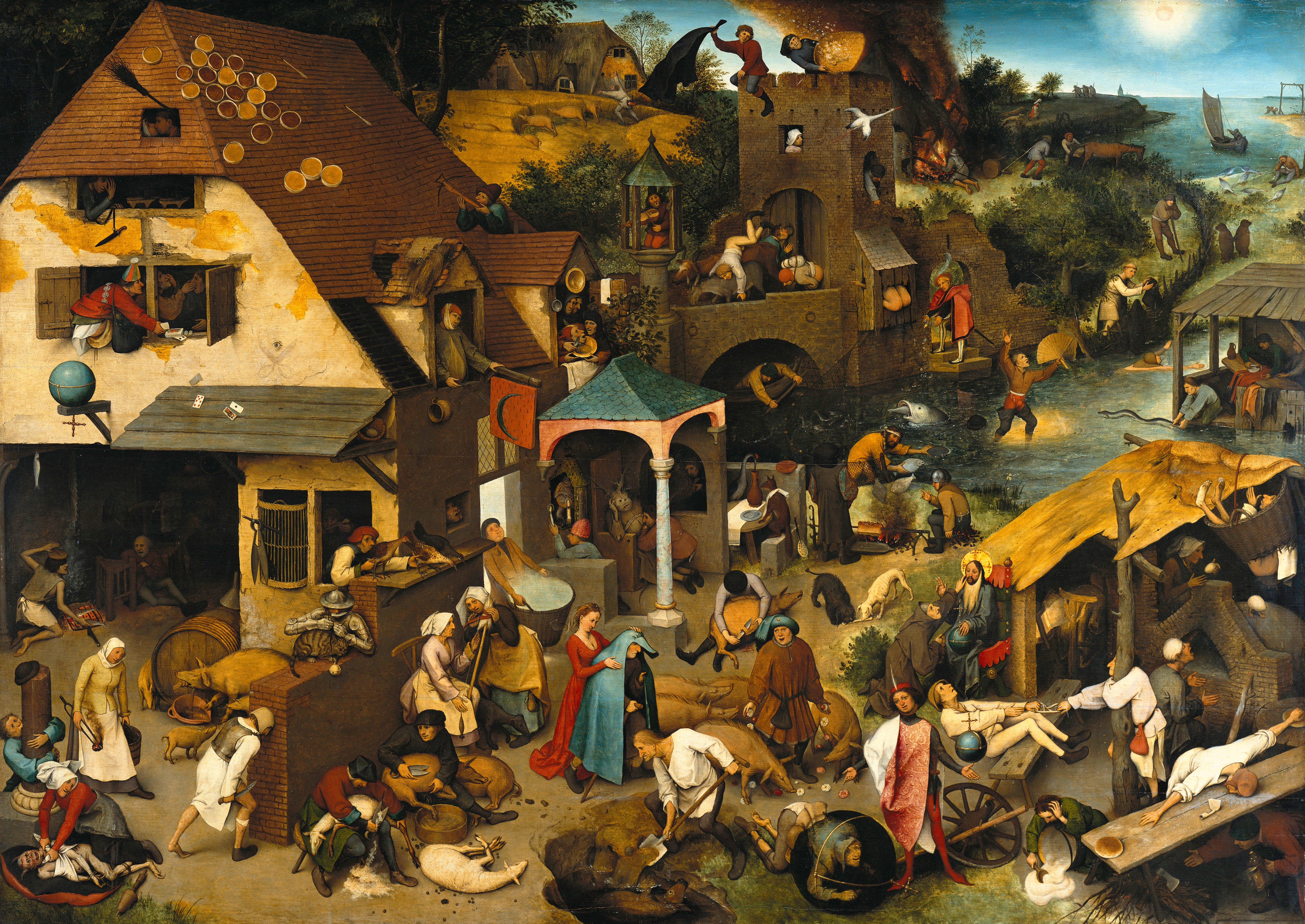
Idősebb Pieter Bruegel – Flamand közmondások (1559)

 Ez az ábrázolás Frans Hogenberg A kék köpeny című művén is szereplő jelenetre hasonlít.
A számos különbség miatt egyszerűbbnek látszik a hasonlóságokat sorra venni.

## Hasonlóságok
Hasonló az elhelyezkedése a baloldali háznak, a nyitott, oszlopos résznek és a padlás ablakának, bár itt csupán egy ilyen látható. Mögötte a cégérre vizelő alak és maga a holdas cégér bár itt növekvő Holdat ábrázol. A padlásablakban látszó csókot váltó pár.
A földszinten a heringet sütő és két szék közé huppant férfi. A fűrész, a másik, fellógatott hering és a nyitott ajtó mögé nyújtózkodó kutya. 
A híd és a torony. A jobb oldali kunyhó.

## Hiányzó motívumok
Teljesen hiányzik Jézus és a szalmaszakállat kötő férfi. A gazdag ífjú.
Az ördög és az őt a párnán megkötöző nő.
A házból kilépő kosarat cipelő nő, a parázson ülő férfi a közelében álló két másik alakkal.
A számszeríjas és a hegedülő férfi. A toronyból a gólyát néző és a kosárból tollakat szélbe szóró valamint a kapu gyűrűjét csókoló férfi.
A kását visszalapátoló és a fejszéért nyúló férfi.
A földgömbbe bújó alak.
A domb oldalán égő üleppel szaladó alak.
A távolban a kámzsáját a kerítésre akasztó szerzetes és a két medvebocs.
Legtávolabb a parton a vakok.

## Új, a többi változaton nem szereplő motívumok
Szélmalom, a kunyhó tetejére dobott keverő, égő lámpás a fal tetején.
Súlyzó formájú tárgy az egymás orrát fogó alakok mellett.
Távolabb, a fára mászó tojásrabló. (Idősebb Pieter Bruegel önálló festményének témája. Illetve fennmaradt ifjabb Pieter Brueghel egyik medalionja.)
A légycsapós fiú mellett patkány.
Galambok.

## Az egyes részletek értelmezése
Lásd: Flamand közmondások a németalföldi festészetben